# Das Haus am Kanal
Das Haus am Kanal (französisch: La maison du canal) ist ein Roman des belgischen Schriftstellers Georges Simenon, der im Januar 1933 in Marsilly, Charente-Maritime entstand. Nach einer Vorabveröffentlichung in vier Folgen der Zeitschrift La Revue de France vom 1. April bis 15. Mai des Jahres erschien die Buchausgabe im Mai 1933 beim französischen Verlag Fayard als einer von Simenons ersten Non-Maigret-Romanen. Die erste deutsche Übersetzung von Walter Jonas brachte die Schlesische Verlagsanstalt 1935 unter dem Titel Die Hexe heraus. Im Jahr 1986 veröffentlichte der Diogenes Verlag eine Neuübersetzung von Ursula Vogel unter dem Titel Das Haus am Kanal.
Eine 16-jährige Waise aus Brüssel kommt zu Verwandten nach Flandern auf einen einsamen Gutshof. Dem Stadtkind, das kein Wort Flämisch spricht, fällt der Wechsel in die ländliche Umgebung nicht leicht. Doch schon bald wird sich das pubertierende Mädchen ihrer Wirkung auf die beiden Cousins bewusst. Während sie ihre Macht gegenüber dem jüngeren auszuspielen beginnt, tritt der ältere in die Fußstapfen seines verstorbenen Vaters und führt die Geschäfte im Haus am Kanal.

## Inhalt

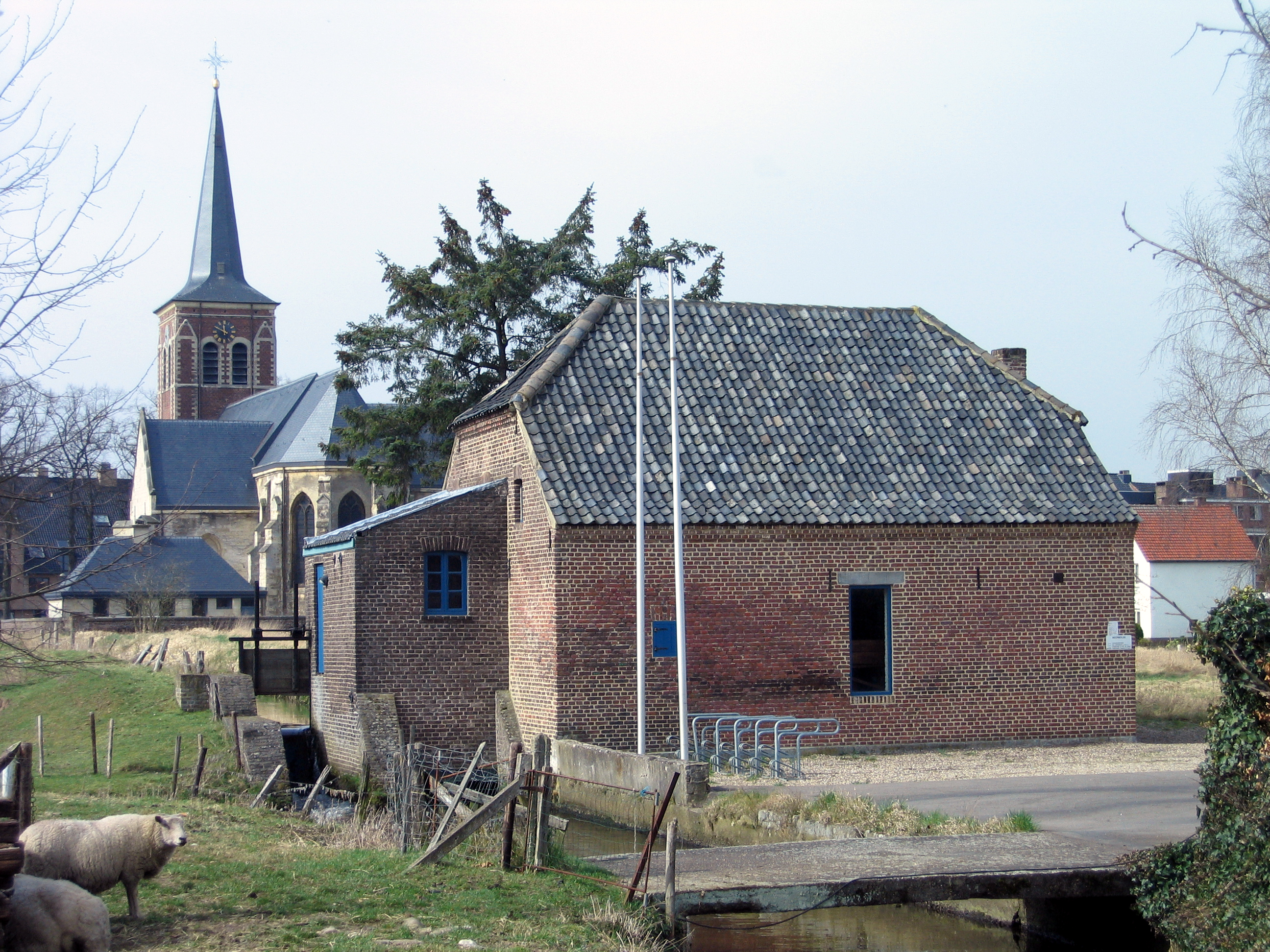
Mühle in Neeroeteren

Die 16-jährige Edmée ist Waise. Nach dem Tod der Mutter bei ihrer Geburt, starb vor wenigen Tagen auch ihr Vater, ein Brüsseler Arzt. Daraufhin schickte sie ihr Vormund zu Verwandten nach Limburg in ein einsam stehendes Haus am Schifferskanal nahe dem Dorf Neeroeteren. Als das Mädchen dort ankommt, ist ihr Onkel gerade wegen einer unbehandelten Verletzung am Wundbrand gestorben. Nun übernimmt ihr Cousin, der 21-jährige Fred Van Elst, den Gutshof, auf dem außer ihm seine in sich gekehrte Mutter, der 19-jährige Bruder Jef, die 17-jährige Schwester Mia und drei jüngere Geschwister leben. Der nächste Verwandte ist Onkel Louis, ein Zigarrenfabrikant aus dem nahen Maeseyck.
Edmée hat Mühe, sich in der fremden Umgebung einzuleben. Sie spricht kein Flämisch, nur die drei älteren Geschwister verstehen Französisch. Das verwöhnte Stadtkind verweigert jede Hausarbeit oder sonstige Tätigkeit, mit der sie sich nützlich machen könnte. Flamen sind für sie Bauern mit groben Gesichtszügen ohne Geschmack und Manieren, während ihre Cousinen sie unverhohlen für ihre Stadtmode, ihre Grazie und die makellose Haut bewundern. Bald schon gewinnt das Mädchen Macht über ihren Cousin Jef, einen ungehobelten Klotz mit weichem Herz. Sie stiftet ihn zur Jagd auf Eichhörnchen an, aus deren Fell er ihr einen Fußteppich näht, doch mit wohligem Schauer verkündet sie ihm, dass der Mann, der sie einst heiraten wolle, in der Lage sein müsse, auch Menschen zu töten. In mühevoller Arbeit bastelt Jef seiner Cousine ein Schmuckkästchen, und er stiehlt für sie die Edelsteine des kirchlichen Messbechers, die sich allerdings als wertlose Nachbildungen herausstellen.
Der ältere Bruder Fred hingegen zeigt anfänglich kein Interesse für seine Cousine. Er flirtet mit der drallen Bäckerstochter und hat Gerüchten zufolge eine Geliebte in Hasselt, wo er regelmäßig übernachtet. Doch als er gewahr wird, wie das Stadtkind Edmée allen Männern des Dorfes den Kopf verdreht, beginnt auch er sich für das Mädchen zu interessieren, das ganz anders ist als alle Frauen, die er kennt. Mehrfach macht er grobe Annäherungsversuche. Schließlich wird ein kleiner Junge Augenzeuge einer versuchten Vergewaltigung im Wald. Wütend schleudert Fred den Jungen zu Boden, wo er mit dem Kopf aufschlägt und tot liegenbleibt. Edmée, Fred und der hinzugekommene Jef vereinbaren, über die Tat zu schweigen und versenken die Leiche des Jungen im Kanal.
Schuldgefühle wegen des toten Jungen und ihre erwachende Sexualität bringen Edmées Gefühlsleben in Aufruhr. In der winterlichen Kälte zieht sie sich eine Bronchitis zu, die nicht ausheilen will. Onkel Louis stellt das Mädchen einem Arzt in Hasselt vor, der eine leichte Tuberkulose diagnostiziert. Edmée nützt die Gelegenheit, in der Stadt ihren Cousin Fred aufzuspüren, der in einer Animierbar mit Geld um sich wirft. Die daraufhin durchgeführte Buchprüfung durch Onkel Louis legt offen, dass sein Neffe Geld des Hofes unterschlägt, um seine regelmäßigen Ausflüge nach Hasselt zu finanzieren. Einzig Edmée versteht die Ausbruchssehnsucht ihres Cousins, und als die rote Mütze des kleinen Jungen im Kanal auftaucht, wächst in ihr das Unbehagen in der fremden Umgebung. Fred, der weiß, dass er den Hof wird verlassen müssen, möchte mit ihr in die Stadt ziehen, um sie zu heiraten. Obwohl Edmée von Mia zugetragen wird, dass Jef sie töten werde, wenn sie die Ehe mit seinem Bruder einginge, gibt sie diesem vor der versammelten Familie ihr „Ja“.
Zwei Jahre später wird der Untersuchungsrichter Coosemans in Antwerpen zu einem Mordfall gerufen. Die Tote ist Edmée Van Elst, deren Ehemann Fred inzwischen als Sekretär bei einer Schifffahrtsgesellschaft arbeitet. Der Täter wird schnell gefunden. Es ist dessen Bruder Jef, der mitsamt der restlichen Familie Van Elst den väterlichen Hof aufgeben musste und nun von der Produktion und dem Verkauf von Süßwaren lebt. Jef lässt sich widerstandslos festnehmen. Auf die Frage des Staatsanwalts, warum er seine Schwägerin vergewaltigt und erdrosselt habe, fragt er zurück, was dieser denn an seiner Stelle getan hätte. In der folgenden Nacht nimmt sich Jef das Leben.

## Interpretation
Das Haus am Kanal ist für Maria Ehing ein bereits in seinem äußeren Aufbau ungewöhnlicher Kriminalroman, bei dem nicht die Aufdeckung eines Verbrechens im Mittelpunkt steht, sondern die psychologischen Hintergründe und Abläufe, die zwangsläufig zu einem solchen führen. Das Verbrechen selbst wird erst ganz am Ende begangen, und der Täter sogleich überführt. Dabei ist es nicht Rache, die Jef zu seiner Tat trieb, sondern die Sühne einer Schuld, die Edmée auf sich geladen hat. Sie war es, die ihren Cousin zu einem Sakrileg anstiftete, dem Diebstahl der vermeintlichen Edelsteine eines Hostienkelchs, die sich in Simenonscher Ironie als vollkommen wertlos herausstellen. Den Lohn für die Tat versagte sie ihrem Cousin jedoch, woraufhin der Zurückgewiesene das Strafgericht an ihr vollstreckt und am Ende auch für sein eigenes Leben die finale Konsequenz zieht.
In der Gestalt eines „Großstadtluderchens“ tritt Edmée laut Ehing als fremdes Element in den gleichförmigen Ablauf des Lebens einer flämischen Bauernfamilie. Dabei entdeckt sie, dass gerade ihre Andersartigkeit ihr eine unbekannte Macht über ihre Cousins verleiht. Stanley G. Eskin charakterisiert Fred als „ländlichen Playboy“ und „lüsterne[n] Prasser“, Jef hingegen als einen „Quasimodo-Typ“, der in seinem Werben um das Mädchen gerade an seiner gewaltigen Naivität scheitert. Während Jef dem Mädchen laut Peter Kaiser sofort bedingungslos hörig wird, braucht es eine Weile, bis auch sein Bruder „dem anämischen Stadtkind“ mit seiner aufreizenden Arroganz und Unnahbarkeit verfällt. In ihrem „pubertierenden Machtrausch“ bringt Edmée die gesamte Familie durcheinander. Sie untergräbt die althergebrachte bäuerliche Ordnung und wird zum Auslöser einer steigenden Zahl von Missgeschicken und Katastrophen. Für Behrang Samsami ist es die Geschichte einer Auflehnung gegen den tristen und freudlosen Alltags in der Provinz. Aus Langeweile und dem Wunsch nach Zerstreuung heraus, sät Edmée Zwist und Hass zwischen den Familienmitgliedern. Mit ihrer erwachenden Sexualität setzt sie eine Folge von Ereignissen in Gang, die sich später nicht mehr aufhalten lassen.
Schon in dem frühen Roman zeigt sich für Patrick Marnham ein typisches Motiv Simenons: Sexualität als „potentielle Quelle der Schande und der Gewalt“. Laut Sansani ist „das ‚Böse‘ sexuell konnotiert“. Die Figuren sind ihren Stimmungen ausgeliefert, lassen sich entweder passiv treiben oder werden in ihrem Handeln vollständig von ihren Leidenschaften bestimmt. Für Eskin durchzieht eine Art „schonungslose Körperlichkeit“ das Buch. So entwickelt sich das Band zwischen Jef und Edmée in einer Szene, in der die Häutung eines Eichhörnchens beschrieben wird. Das Begräbnis des kleinen Jungen greift den brutalen und drastischen Realismus der Szene wieder auf. Auch das Unglück eines Frachtkahns, bei dem die Zugpferde ertrinken, wird ausführlich naturalistisch geschildert. Wie der wiederholte Kontrast zwischen Licht und Schatten herrscht im Roman ein ständiger Gegensatz zwischen der nass-kalten Natur und der stets mit Sexualität verknüpften Wärme.
Laut Ehing ist es eine „lauernde und lähmende Kälte“, vor der die Handlung abrollt. Die abgestumpfte Monotonie des bäurischen Lebens, das immer wieder durch jähe Aufwallungen von Leidenschaft durchbrochen wird, spiegelt sich in der gleichförmigen, teilnahmslosen Natur des Kanals. Und auch die Katastrophe, auf die der Roman unvermeidlich zusteuert, scheint eine Art Naturgesetz, wobei die Unerbittlichkeit der Zuspitzung ebenso wie die Details des Alltagslebens an Émile Zola erinnern. Für Marnham herrscht von Anbeginn an „die Ahnung eines Verhängnisses“, eine Atmosphäre von Bedrohung, in der sich etwa das Wasser des Kanals nicht als Lebenselixier erweise, sondern als nur scheinbar beherrschte Urgewalt, die Mensch und Tier in einem Augenblick mit sich reißen oder ruinieren kann. Eskin sieht den Roman bestimmt von einem „Fluidum von Verfall und Disharmonie“. Für Peter Kaiser führt er mitten ins Herz der Finsternis, und dies ganz ohne die Exotik von Joseph Conrads Erzählung.

## Hintergrund
Nachdem Georges Simenon in den Jahren 1931 und 1932 mit den Romanen um den Kriminalkommissar Maigret bekannt geworden war und insgesamt 17 Romane der Reihe geschrieben hatte, beschloss er im Herbst 1932 – im Anschluss an eine ausgedehnte Europareise –, die Maigret-Reihe zu beenden und „richtige Romane“ zu schreiben, mit denen er sich das Ansehen eines „ernsthaften Schriftstellers“ erwerben wollte. In den folgenden Monaten entstanden seine ersten drei so genannten „romans durs“ (harte Romane): Die Verlobung des Monsieur Hire, Tropenkoller und Das Haus am Kanal. Insbesondere letzteren bezeichnete Simenon rückblickend als seinen „ersten Roman“.

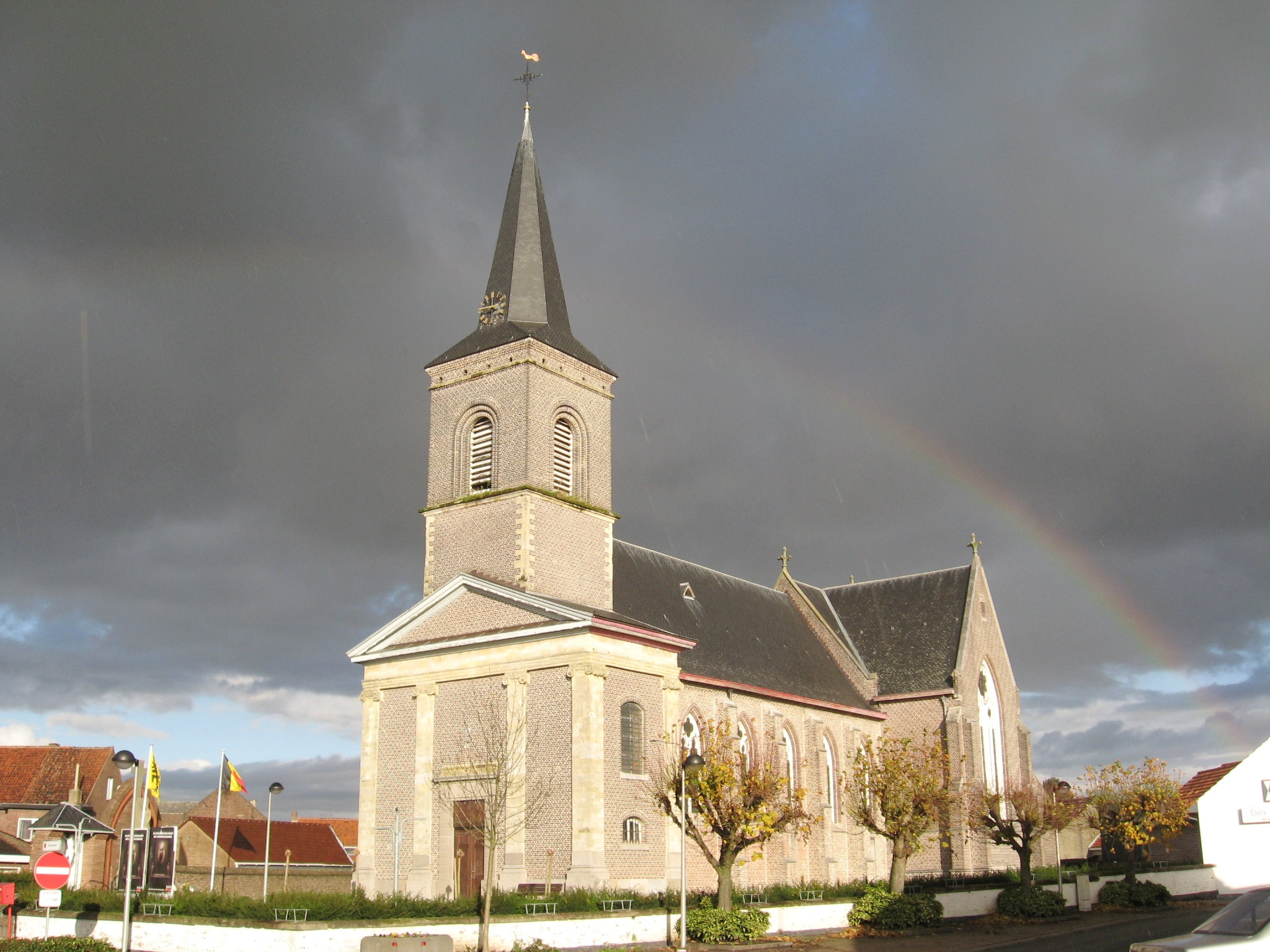
Sint-Petruskerk in Elen

Das Haus am Kanal ist einer der wenigen Romane, die Simenon, der in Frankreich lebte und für den französischen Literaturmarkt schrieb, in seiner belgischen Heimat ansiedelte. Das einsam stehende Haus am Kanal gibt es tatsächlich. Es ist der Wohnsitz der Familie Brüll, der mütterlichen Verwandtschaft Simenons, und steht in Elen, einem Ortsteil von Dilsen-Stokkem. Mit zwölf oder dreizehn Jahren verbrachte der junge Simenon einige Zeit in dem Haus, und die Figuren des Romans sind realen Personen aus seiner Familie nachempfunden, so hieß etwa sein vier Jahre älterer Neffe Alfred. Laut Simenons Biograf Patrick Marnham handelt es sich um keine detailgetreuen Porträts der Familienmitglieder, sondern eher um den Versuch, die Atmosphäre seines damaligen Besuchs einzufangen.
Auch in dem späteren autobiografischen Roman Pedigree (deutsch: Stammbaum), den Simenon während des Zweiten Weltkriegs schrieb, griff er zurück auf die Episode im Haus des Großvaters Brüll. Viele Details aus dem Roman stimmen mit Das Haus am Kanal überein. Es gibt einen älteren Cousin namens Gaston, der sich als Herrscher des Hauses aufspielt, und einen jüngeren Cousin Jef, der Eichhörnchen tötet. An die Stelle des Mädchens Edmée ist Simenons Alter Ego Roger getreten. Für Thomas Narcejac liegt die typische Vorgehensweise des Autors Simenon darin, dass er auf reale Erlebnisse zurückgreift, die er in seinen Romanen durch fiktive Ereignisse auf die Spitze treibt. Dabei arbeitet er die charakteristischen Eigenschaften der Figuren heraus – in diesem Fall Gaston als heimlicher Schwächling, Jef als potentieller Mörder – und lässt sie diese mit allen Konsequenzen ausleben, wie es den realen Vorbildern in der Wirklichkeit niemals möglich war.

## Rezeption
Das Haus am Kanal wird von einigen Kritikern unter Simenons Romanen besonders hervorgehoben. Bereits bei seinem Erscheinen lobte ihn die Presse „wegen der atmosphärischen Dichte“. Linda Sternberg Katz und Willam A. Katz sahen ihn unter Simenons besten Romanen. Shirley Ann Grau sprach bei der „brütenden Studie des Bösen“ sogar vom besten „von Simenons vielen Romanen“. Für Raimund Petschner gehörte der Roman unter „einige sehr gute Non-Maigrets“ der „frühen Jahre“. Das Buch wurde laut Patrick Marnham von Max Jacob „überschwenglich gepriesen“. Ernest Hemingway war sich in seinen Erinnerungen Paris – Ein Fest fürs Leben nicht sicher, ob Das Haus am Kanal oder Maigret in Nöten seine erste Begegnung mit Simenons Werk gewesen sei, das Gertrude Stein hätte gefallen können.
Stanley G. Eskin relativierte, dass dem Roman eine sorgfältige Überarbeitung und Struktur fehle, so dass er „trotz einiger brillanter Ansätze plump wirkt.“ Patrick Marnham bemängelte „einige ungeschickte Standpunktänderungen“. Für Tilman Spreckelsen agierten die Protagonisten „allzu schematisch“ und die Handlung sei „sichtlich geplant“, doch werde dies durch die Bilder, in denen der Roman schwelge, wettgemacht: „Hat Simenon je derart eindringliche Bilder entworfen wie das tote Kind, das die schuldigen Schlittschuhläufer so verstört, oder das hölzerne Bauernhaus am Kanal im ewigen Nebel?“ Sein Leseeindruck gipfelte im Ausruf: „Was für ein grausiges Buch, was für eine unheimliche Atmosphäre, was für ein Schicksal, das sich wie in einem Schwarzweißfilm mit seltenen artifiziellen Farbtupfern vor uns entwickelt.“ The Booksellers kam dagegen zum überraschenden Urteil, der Roman zeige Simenon in „einer seiner fröhlicheren Stimmungen.“
Im Jahr 1988 verfilmte Josef Rusnak den Roman als deutsch-französischen Fernsehfilm im Rahmen der TV-Serie L’heure Simenon. Es spielten unter anderem Mathilda May, Tobias Hoesl, Ralph Grobel, Christiane zu Salm und John Van Dreelen. 2003 folgte ein belgischer Fernsehfilm von Alain Berliner mit Isild Le Besco, Corentin Lobet, Nicolas Buysse und Jean-Pierre Cassel. Im Jahr 2007 produzierte der WDR ein Hörspiel unter der Regie von Uwe Schareck. Die Hauptrollen sprachen Katharina Schüttler, Serdar Somuncu, Christian Friedel, Claude De Demo und Thierry van Werveke.

## Ausgaben
- Georges Simenon: La maison du canal. Fayard, Paris 1933 (Erstausgabe).
- Georg Simenon: Die Hexe. Übersetzung: Walter Jonas. Schlesische Verlagsanstalt, Berlin 1935.
- Georges Simenon: Das Haus am Kanal. Übersetzung: Ursula Vogel. Diogenes, Zürich 1986, ISBN 3-257-21426-X.
- Georges Simenon: Das Haus am Kanal. Ausgewählte Romane in 50 Bänden, Band 3. Übersetzung: Ursula Vogel. Diogenes, Zürich 2010, ISBN 978-3-257-24103-7.
- Georges Simenon: Das Haus am Kanal. Übersetzung: Ursula Vogel. Mit einem Nachwort von Karl-Heinz Ott. Hoffmann und Campe, Hamburg 2018, ISBN 978-3-455-00470-0.